# حسن امیدزاده
حسن امیدزاده (۱۳۳۳ - ۲۸ تیر ۱۳۹۱) معلم گیلانی و اهل شهرستان شفت بود که در یک حادثه آتش‌سوزی در مدرسه محل خدمتش، جان سی دانش آموز را نجات داد و خودش از ناحیه سر، صورت و گردن دچار سوختگی شدید شد.

## شرح حادثه
روز ۱۸ بهمن سال ۱۳۷۶ ساعت ۱۲ ظهر، در مدرسه روستای «بیجارسر» در شفت، بر اثر وزش باد شدید، بخاری کلاس دوم آتش گرفت و منجر به آتش سوزی کلاس شد. حسن امیدزاده بی‌محابا وارد کلاس شد و به کمک همکارش اکبر عابدی بچه‌ها را یکی یکی بیرون آورد. پس از آن به علت بسته شدن در، وی سعی کرد خود را از پنجره ای که حصار داشت خود را نجات دهد ولی فقط بدنش از پنجره بیرون رفت و سرش بین کلاس آتش گرفته و پنجره ماند و صورتش سوخت. مردم با تلاش بسیار پنجره را شکسته و او را بیرون کشیدند. امیدزاده در جریان این حادثه به‌شدت مجروح شد و شدت جراحات وارده بحدی بود که ۱۷ مرتبه تحت عمل جراحی قرار گرفت.

## مرگ
حسن امید زاده سرانجام در ۲۸ تیر ۱۳۹۱، پس از پانزده سال از وقوع حادثه سوختگی در سن ۵۸ سالگی درگذشت 

## قدردانی
نام مدرسه محل حادثه به «معلم ایثارگر حسن امیدزاده» تغییر کرد. او همچنین «نشان لیاقت» از ریاست جمهوری وقت ایران دریافت کرد که توسط آموزش و پرورش به وی اهدا شد.
همچنین نام وی در کنار فداکاران و ایثارگرانی همچون محمد حسین فهمیده، جبار باغچه بان و ریزعلی خواجوی(دهقان فداکار) در درس ششم کتاب فارسی سوم ابتدایی و در کتاب انگلیسی دوازدهم متوسطه آمده است.